# رشيد صالح بارباع
رشيد صالح بارباع وزير وسياسي يمني، تولى وزارة النفط مرتين منذ 2001 حتى 2006، وهو باحث أكاديمي، متخصص في مجال البحث والتنقيب عن النفط.

## مؤهلات
- حصل على درجة الماجستير في الكيمياء سنة 1399هـ/1978م، من الجامعة الروسية في موسكو.
- حصل سنة 1407هـ/1987م على الدكتواره في جيولوجيا علم الرسوبيات من نفس الجامعة.

## مناصب
- عمل في مجال الأعمال الحقلية، ودراسة الآبار النفطية في المحافظات الجنوبية والشرقية مع عدد من الشركات العاملة حتى عام 1404هـ/1984م.
- في عام 1407هـ/1987م تولى المتابعة والإشراف على أعمال الشركات النفطية في مجال الاستكشافات النفطية ضمن طاقم إدارة الاستكشافات النفطية في مدينة عدن.
- في عام 1409هـ/1989م تعيَّن رئيسًا لقسم التكنولوجيا، وعضوًا ثابتًا في المجلس الاستشاري للشركات النفطية، وعضوًا في اللجنة النفطية بهيئة الاستكشافات وإنتاج النفط في مدينة عدن.
- في عام 1415هـ/1995م منسقًا لوزارة النفط لشركة (جنة هنت)، واستشاري لقيادة وزارة النفط والثروات المعدنية.
- في عام 1416هـ/1996م وكيلاً لوزارة النفط والثروات المعدنية.
- تعيَّن عام 1422هـ/2001م وزيرًا للنفط والمعادن.